# André Blaise
André Blaise (18 januari 1888 - mei 1941) was een Belgisch wielrenner.

## Levensloop en carrière
De grootste overwinning van Blaise was een rit in de Ronde van België in 1911. In de Ronde van Frankrijk 1910 eindigde hij op een achtste plaats.

## Resultaten in voornaamste wedstrijden
| Jaar | Ronde van Italië | Ronde van Frankrijk | Ronde van Spanje |
| ---- | ---------------- | ------------------- | ---------------- |
| 1909 |                  | opgave              |                  |
| 1910 |                  | 8e                  |                  |
| 1911 |                  | opgave              |                  |
| 1912 |                  | opgave              |                  |
| 1914 |                  | opgave              |                  |

(*) tussen haakjes aantal individuele etappeoverwinningen
| Jaar | Milaan-San Remo | Ronde van Vlaanderen | Parijs-Roubaix | Luik-Bast.‑Luik | Parijs-Brussel | Parijs-Tours |
| ---- | --------------- | -------------------- | -------------- | --------------- | -------------- | ------------ |
| 1907 |                 |                      |                |                 | 8e             |              |
| 1908 |                 |                      |                |                 |                |              |
| 1909 |                 |                      |                |                 |                |              |
| 1910 |                 |                      | 30e            |                 | 7e             |              |
| 1911 | 11e             |                      | 19e            |                 |                |              |
| 1912 | 5e              |                      |                | ↑               |                | 4e           |
| 1913 | 10e             |                      | 10e            |                 |                |              |
| 1914 |                 |                      |                |                 | 5e             |              |
| 1920 |                 | 12e                  |                |                 |                |              |
| 1921 |                 |                      |                | 26e             |                |              |